# 東宮学士
東宮学士（とうぐうがくし）は、律令制に定められた皇太子（東宮）付きの教育官の一つである。
皇太子の学友的存在の家庭教師で儒教を教える。同様の官に親王の家司である文学（ふみはかせ）がある。定員二名で官位は従五位下相当。儒学者より任命されることが多く天皇即位後は側近として活躍する例もあった。平安時代中期から春宮坊に対して東宮傅と併せて「東宮職」と呼ばれることがある。皇太子学士、春宮学士とも。